# جبال الظهرة
الظهرة هي سلسلة جبال تقع في غرب الجزائر، وتمتد في ست ولايات، هي ولاية مستغانم، ولاية تيبازة، ولاية الشلف، ولاية عين الدفلى، ولاية المدية وولاية غليزان، وتسمى هذه المنطقة بمنطقة الظهرة الكبرى.
الظهرة ليست الجبال فقط بل أيضا لها سهولها وغاباتها وهضابها وشواطئها وتبلغ مساحة الظهرة ما يقارب 20000 كم مربع، أي مايقارب عشر مساحة الجزائر، وأما شاطئها فيقارب طوله حوالي 400 كم، أي ما يقارب ثلث شواطئ الجزائر.

## عنها
هي منطقة جبلية بشمال غرب الجزائر، تعد غنية سواء من حيث الثروات الطبيعية كالسدود والغابات والأراضي الخصبة واطلالتها على البحرـ أو من الناحية البشرية، إذ تضم أزيد من 4 ملايين نسمة، كما أنها غنية بالعادات والتقاليد المتنوعة كإقامة الوعدات الشعبية واللأضرحة المتعددة وطابع غناى ي بدوي وحتى رايوي ومداحات ناهيك عن الأسواق الشعبية.